# Нижние Гаревские
Нижние Гаревские — деревня в Верещагинском районе Пермского края. Входит в состав Путинского сельского поселения.

## Географическое положение
Деревня расположена в верхнем течении реки Первая Хмелёвка, к юго-западу от административного центра поселения, села Путино. Ближайшая ж/д станция — о.п. Волегово, находится в 1,5 км к югу от деревни.

## Население
| 2010 |
| ---- |
| 16   |

## Топографические карты
- Лист карты O-40-73 Кузьма. Масштаб: 1 : 100 000. Состояние местности на 1983 год. Издание 1984 г.